# Justynian Bonifacy Łuba
Justynian Bonifacy Łuba herbu Lubicz – podstarości i sędzia grodzki łomżyński. 
Jako poseł na sejm konwokacyjny 1674 roku z ziemi łomżyńskiej był członkiem konfederacji generalnej zawiązanej 15 stycznia 1674 roku na tym sejmie.
Elektor Michała Korybuta Wiśniowieckiego i Jana III Sobieskiego.